# Bakur III d'Ibèria
Bakur III d'Ibèria (en georgià : ბაკურ III, llatinitzat com Bacurius ; mort el 580) fou el darrer rei d'Ibèria de la dinastia dels Cosròides, abans de l'abolició de la monarquia pel rei sassànida de Pèrsia.
Bakur III va succeir com a rei d'Ibèria o Kartli al seu pare Pharsman VI en una data desconeguda (no abans del 555 i no després del 572). L'única indicació cronològica existent permet assegurar que la fi del seu regnat fou contemporània a la del sassànida Ormazd IV (579-590). Les cròniques georgianes li donen un regnat de tretze anys i el descriuen com un bon cristià i constructor d'esglésies, i assenyalen que va multiplicar les esglésies i els sacerdots en el seu regne.
L'autoritat de Bakur estava limitada a la regió d'Ujarma, perquè la capital Tiflis i el nucli d'Ibèria ja estaven sota control directe dels sassànides. A la mort de Bakur vers el 580, el xa sassànida de Pèrsia va abolir la reialesa a Kartli, com s'havia fet 150 anys abans a Armènia, sense trobar gairebé resistència entre els nobles que, per altra banda, en generalment van conservar terres i privilegis.
Bakur III va estar casat i va deixar un fill, Adarnases, que fou eristavi de Kakhètia. Cyril Toumanoff li atribueix dos fills hipotètics suplementaris: Vahan i Brzmeh.